# ليني هاريس
ليني هاريس (بالإنجليزية: Lenny Harris)‏ هو لاعب كرة قاعدة أمريكي، ولد في 28 أكتوبر 1964 في ميامي في الولايات المتحدة.

## وصلات خارجية
- ليني هاريس على موقع دوري كرة القاعدة الرئيسي (الإنجليزية)
- ليني هاريس على موقعبيزبول رفرنس.كوم (الدوري الرئيسي) (الإنجليزية)
- ليني هاريس على موقعبيزبول رفرنس.كوم (الدوري الثانوي) (الإنجليزية)
- ليني هاريس على موقع إي إس بي إن.كوم (أم.أل.بي) (الإنجليزية)
- ليني هاريس على موقع مشجعي الرسوم البيانية (الإنجليزية)